# Huang Ju
Huang Ju (28 de septiembre de 1938 - Pekín, 2 de junio de 2007) fue un político chino que llegó a ser Vice Premier del Consejo de Estado de la República Popular China.
Nacido en Jiashan, en la provincia de Zhejiang, ingresó en el Partido Comunista Chino en 1966. De profesión ingeniero eléctrico, licenciado en la Universidad Tsinghua, se incorporó al buró político del Comité Central del partido en Shanghái, así como fue miembro de Comité Municipal hasta el 2002, habiendo sido alcalde de la ciudad de 1991 a 1994. Después se incorporó a la política nacional y pasó a formar parte del Comité Permanente del Buró Político del Comité Central del Partido Comunista de China y Vice primer ministro en 2003.
Amigo personal de Jiang Zemin, sin embargo se oponía a las políticas de Hu Jintao.